# رئیس‌جمهور پرتغال
رئیس‌جمهور پرتغال رئیس کشور جمهوری پرتغال است که می‌تواند برای دو دورهٔ متوالی ۵ ساله انتخاب گردد و ضامن اجرای قانون اساسی است.

## وظیفه‌ها
برخی از مهم‌ترین وظیفه‌های رئیس‌جمهور پرتغال براساس قانون اساسی عبارتند از:
- ریاست بر «شورای دولت»[یادداشت ۱]
- انحلال مجلس جمهوری با تصویب «شورای دولت»
- انتخاب و خلع نخست‌وزیر[۱]
- فرماندهی عالی نیروهای نظامی
- اعلام قوانین تصویب شده یا وتوی آن‌ها و ارسال مجددشان به مجلس جمهوری برای تصویب با اکثریت دو سوم آرا
- اعلام حالات اضطراری
- انتخاب و انتصاب سفیرها
- امضا و تأیید قراردادهای بین‌المللی بین پرتغال و کشورهای دیگر
- اعلام جنگ و صلح با پیشنهاد دولت و تصویب مجلس جمهوری[۲]

## نگارخانه

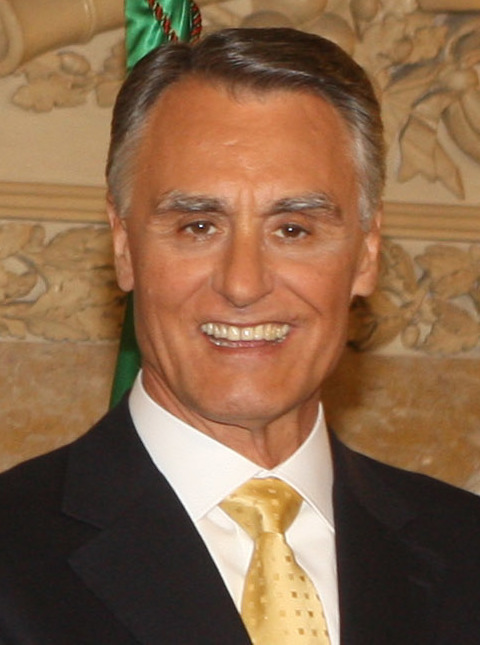
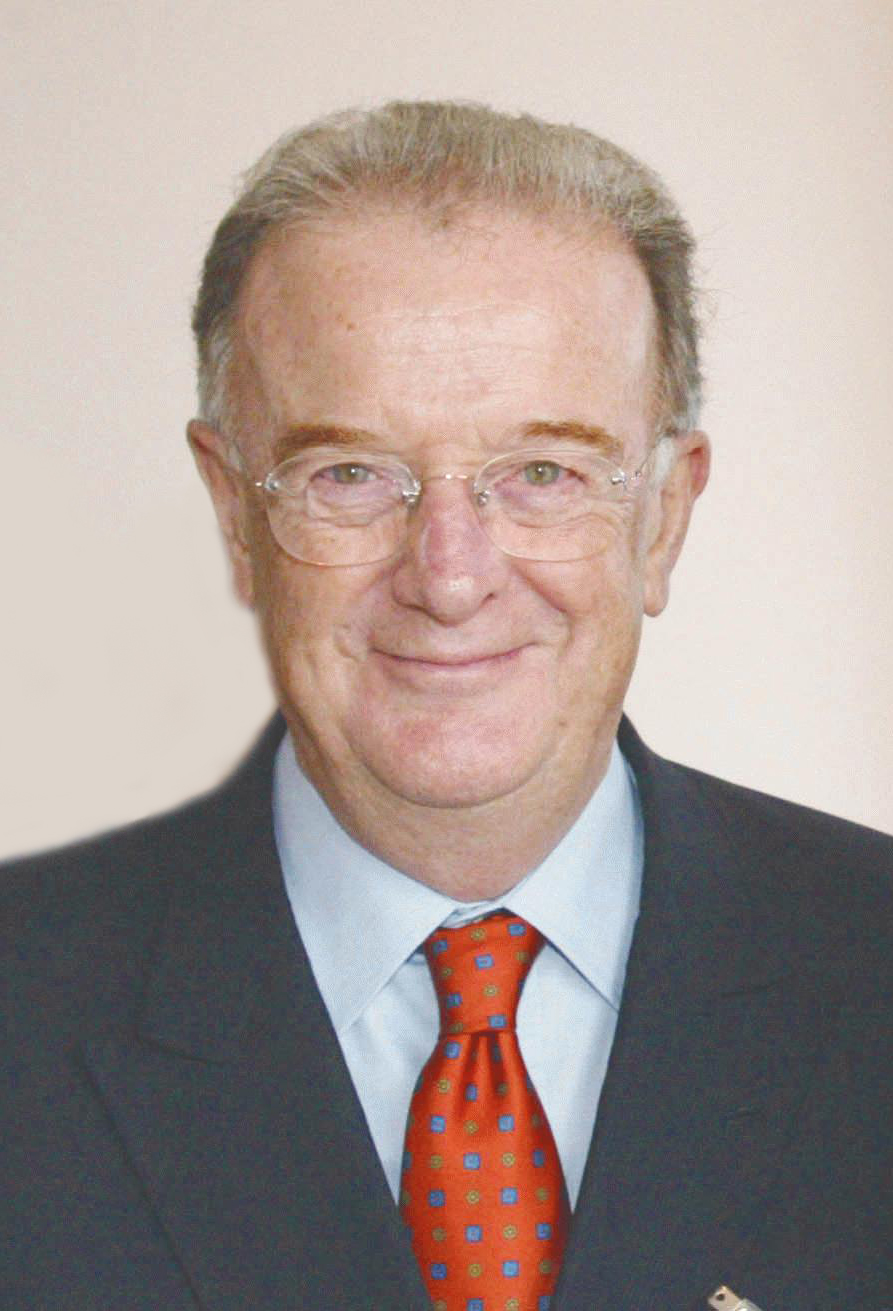

## یادداشت
1. ↑  مرکب از نمایندگان مجلس جمهوری و مجالس محلی